# Ed Brubaker
Ed Brubaker (17 de novembre de 1966) és un guionista estatunidenc guanyador del Premi Eisner. Va nàixer al Centre Mèdic Naval Nacional a Bethesda, Maryland. És especialment conegut pel seu treball com a guionista de còmics en títols com Batman, Daredevil, Capità Amèrica, The Immortal Iron Fist, Catwoman, Gotham Central, Sleeper, Uncanny X-Men i X-Men: Gènesi Mortal, i The Authority: Revolution, i per ser un dels encarregats a revitalitzar el còmic de gènere negre.
També és conegut per haver co-creat la identitat de Winter Soldier de Bucky Barnes amb Steve Epting.
Brubaker ha guanyat nombrosos premis pel seu treball de còmic, inclosos set premis Eisner, dos premis Harvey, un premi Ignatz i un premi GLAAD Media.
A més del seu treball en còmics, Brubaker va ser el productor executiu i coguionista de la sèrie d'Amazon Too Old to Die Young del 2019, dirigida per Nicolas Winding Refn.
Des del 2007 viu a Seattle, Washington.

## Estil d'escriptura
El primer treball de Brubaker en el món del còmic va ser abans que res en el gènere negre amb treballs com ara Lowlife, The Fall, Sandman Presents: Dead Boy Detectius i Scene of the Crime. El seu primer treball de superherois tendia a incorporar alguns aspectes del gènere negre - exemples com Batman (històries de detectius), Catwoman i Sleeper.
Açò ha continuat amb el seu treball a Marvel, com en Daredevil i Criminal. No obstant això, també ha treballat en altres sèries superheròiques de Marvel com Capità Amèrica i Uncanny X-Men.

## Friday
Des del 2020 Brubaker ha publicat on-line la série Friday, amb Marcos Martín de dibuixant i Muntsa Vicente de colorista (Panel Syndicate, 2020–2024). On-line és disponible en anglès i espanyol. També s'ha editat en forma de llibres, cada un d'ells recollint tres números de la revista digital, i està disponible en català. En anglès ho publica Image:
- - The First Day of Christmas (recull els núms. 1–3, 120 pgs, 2021, ISBN 1-5343-2058-X)
  - On a Cold Winter's Night (recull els núms. 4–6, 120 pgs, 2022, ISBN 1-5343-2459-3)
  - Christmas Time is Here Again (recull els núms. 7–9, 128 pgs, 2024, ISBN 1-5343-2459-3)